# Marcel Aymé
Marcel Aymé (Joigny, el 29 de març de 1902 - París, el 14 d'octubre de 1967) va ser un escriptor, dramaturg i novel·lista francès. Nombrosos films, telefilms i dibuixos animats han estat extrets de les seves obres.

## Obra dramàtica
- 1948. Lucienne et le boucher, 1948
- 1950. Clérambard
- 1951. Vogue la galère
- 1952. La Tête des autres, estrenada al Théâtre de l'Atelier de París
- 1954. Les Quatre Vérités
- 1954. Les Sorcières de Salem (adaptació francesa de l'obra d'Arthur Miller)
- 1955. Les Oiseaux de lune
- 1957. La Mouche bleue
- 1957. Vu du pont
- 1961. Louisiane
- 1961. Les Maxibules
- 1963. La Consommation
- 1963. Le Placard
- 1965. La Nuit de l'iguane (adaptatió francesa d'una obra de Tennessee Williams)
- 1966. La Convention Belzébir
- 1967. Le Minotaure

### Adaptacions cinematogràfiques
- 1956: La Traversée de Paris de Claude Autant-Lara, protagonitzada per Jean Gabin, Bourvil i Louis de Funès.
- 1959: Le Chemin des écoliers de Michel Boisrond, protagonitzada per Françoise Arnoul i Bourvil.
- 1959: Ein Mann geht durch die Wand de Ladislao Vajda.
- 1967: La Bonne Peinture de Philippe Agostini.
- 1969: Clérambard de Yves Robert, amb Philippe Noiret i Dany Carrel.
- 1979: La Grâce de Pierre Tchermia, amb Michel Serrault, Andréa Ferréo i Roger Carel.
- 1988: La Vouivre de Geroges Wilson, amb Lambert Wilson i Suzanne Flon.
- 1990: Uranus de Claude Berri, amb Michel Blanc i Gérard Depardieu.